# Dohrniphora diplocantha
Dohrniphora diplocantha är en tvåvingeart som beskrevs av Borgmeier 1960. Dohrniphora diplocantha ingår i släktet Dohrniphora och familjen puckelflugor. Inga underarter finns listade i Catalogue of Life.